# Сретенск
Сре́тенск — город в Забайкальском крае России. Административный центр Сретенского района, образует городское поселение город Сретенск.

## Этимология
Основан в 1689 году русскими землепроходцами как зимовье, ставшее затем острогом, а позже городом. Название по часовне, освящённой в день Сретения Господня. С 1775 года — уездный город Сретенск; в 1798 году преобразован в казачью станицу, с 1926 года — город Сретенск.

## География
Расположен вдоль правого и левого берегов реки Шилки, в 385 км к востоку от Читы. Конечная станция железнодорожной ветки от станции Куэнга (находится в селе Дунаево).

## История
Основан между 1648—1689 годами как Сретенский острог. В 1775 году получил статус города и стал центром Сретенского уезда, сначала в составе Удинской провинции, которая входила в Иркутскую губернию, а затем в рамках Нерчинской области Иркутского наместничества. В 1782 году население Сретенска составляло 100 человек: 34 купца, 14 мещан, 21 человек ремесленников, 29 дворовых людей, один священник и один приказной человек. 26 октября 1790 г. город Указом Екатерины II был Высочайше удостоен герба с описанием: «В голубом поле положенные слитки серебра, в знак того, что в округе сего города находятся серебряные руды, где и сплавливаются». Изображение герба символизировало серебро-плавильные заводы, рудники и месторождения края. Добыча серебра здесь продолжалась почти полтора столетия, с 1704 по 1803 год серебряные заводы выдали России 22 405 пудов серебра.

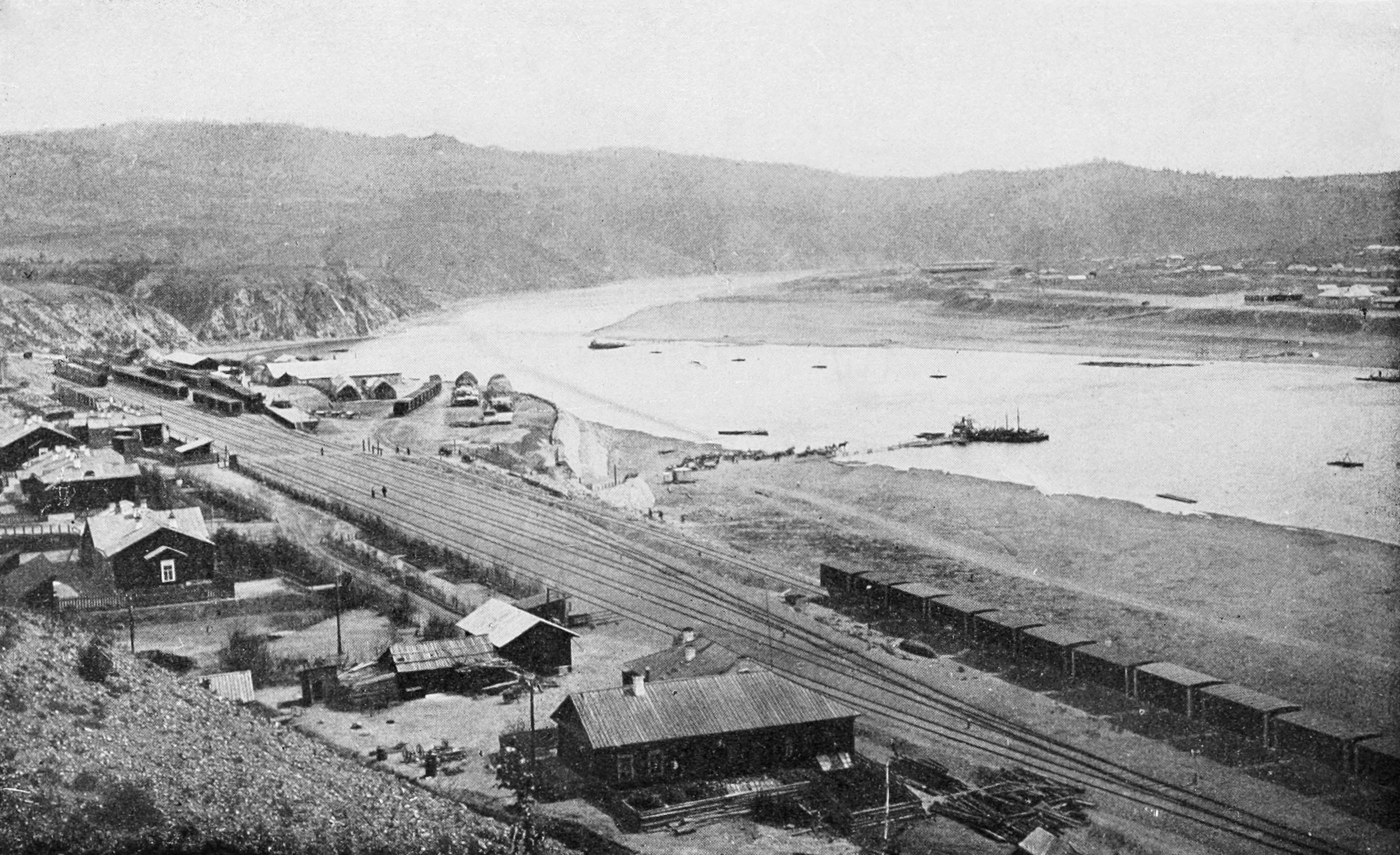
Сретенск в 1900-х годах

С 1798 года являлся горно-заводским селением, с 1851 года — центром казачьей станицы, с 1872 по 1918 год входил в состав 3-го военного отдела Забайкальского казачьего войска.
До 1912 года был конечной станцией Транссибирской железнодорожной магистрали и важнейшим перевалочным пунктом, где прибывшие в вагонах грузы перегружались на речные суда и отправлялись на восток по рекам Шилка и Амур.
26 января 1926 года Сретенск получил статус города и стал центром Сретенского округа и Сретенского района.

## Климат
Климат Сретенска резко континентальный с муссонными чертами.
| Показатель                                         | Янв.  | Фев.  | Март  | Апр.  | Май   | Июнь | Июль | Авг. | Сен.  | Окт.  | Нояб. | Дек.  | Год   |
| -------------------------------------------------- | ----- | ----- | ----- | ----- | ----- | ---- | ---- | ---- | ----- | ----- | ----- | ----- | ----- |
| Абсолютный максимум, °C                            | 0,2   | 3,1   | 18,4  | 27,3  | 33,6  | 41,3 | 39,7 | 36,7 | 31,4  | 26,7  | 11,7  | 2,6   | 41,3  |
| Средний суточный максимум, °C                      | −23,4 | −16,1 | −4,3  | 8,0   | 17,4  | 24,3 | 26,1 | 23,2 | 16,5  | 6,3   | −9,5  | −21,2 | 3,9   |
| Средняя температура, °C                            | −29,3 | −23,9 | −12,6 | 0,9   | 9,6   | 16,5 | 19,5 | 16,8 | 9,7   | −0,2  | −15,5 | −26,6 | −2,9  |
| Средний суточный минимум, °C                       | −35,1 | −31,6 | −20,9 | −6,1  | 1,7   | 8,6  | 12,9 | 10,4 | 2,8   | −6,9  | −21,6 | −31,9 | −9,8  |
| Абсолютный минимум, °C                             | −50,7 | −48,6 | −40   | −24,7 | −10,2 | −4   | 0,6  | −2,6 | −16,1 | −29,3 | −41,1 | −48,4 | −50,7 |
| Норма осадков, мм                                  | 4     | 3     | 5     | 14    | 28    | 54   | 98   | 83   | 42    | 12    | 8     | 6     | 357   |
| Источник: World Climate Архив климатических данных |       |       |       |       |       |      |      |      |       |       |       |       |       |

## Население
| 1780    | 1782    | 1897    | 1926    | 1931    | 1939    | 1959    |
| ------- | ------- | ------- | ------- | ------- | ------- | ------- |
| 336     | ↘100    | ↗1400   | ↗8600   | ↗12 300 | ↗13 500 | ↗15 138 |
| 1970    | 1979    | 1989    | 1992    | 1996    | 1998    | 2001    |
| ↘13 805 | ↘13 414 | ↘10 445 | ↘10 300 | ↘9400   | ↘9300   | ↘9100   |
| 2002    | 2003    | 2005    | 2006    | 2007    | 2009    | 2010    |
| ↘8192   | ↗8200   | ↘7900   | →7900   | →7900   | ↗7913   | ↘6850   |
| 2011    | 2012    | 2013    | 2014    | 2015    | 2016    | 2017    |
| ↗6900   | ↘6737   | ↘6678   | ↘6609   | ↘6608   | ↗6621   | ↗6643   |
| 2018    | 2019    | 2020    | 2021    |         |         |         |
| ↘6581   | ↘6524   | ↘6433   | ↘6093   |         |         |         |

На 1 января 2025 года по численности населения город находился на 1051-м месте из 1124 городов Российской Федерации.